# Skála Eresoú
Skála Eresoú är en ort i Grekland.   Den ligger i prefekturen Nomós Lésvou och regionen Nordegeiska öarna, i den östra delen av landet, 230 km nordost om huvudstaden Aten. Skála Eresoú ligger 8 meter över havet och antalet invånare är 349. Den ligger på ön Lesbos.
Terrängen runt Skála Eresoú är kuperad åt nordost, men söderut är den platt. Havet är nära Skála Eresoú åt sydväst.  Närmaste större samhälle är Eresós, 3,5 km norr om Skála Eresoú. 